# El Magharia
El Magharia là một đô thị thuộc tỉnh Alger, Algérie. Dân số thời điểm năm 2002 là 30.457 người.